# Uccidete il vitello grasso e arrostitelo
Pour plus de détails, voir Fiche technique et Distribution.
Uccidete il vitello grasso e arrostitelo, parfois commercialisé sous le titre Tuez le veau gras et faites-le rotir est un giallo italien réalisé par Salvatore Samperi en 1970,.

## Synopsis
Un jeune homme rentre chez lui après les funérailles de son père, et commence à s'imaginer que son frère Cesare et sa sœur Verde complotent ensemble son assassinat.

## Fiche technique
- Titre original italien : Uccidete il vitello grasso e arrostitelo
- Titre français : Tuez le veau gras et faites-le rotir[1]
- Réalisation : Salvatore Samperi
- Scénario : Salvatore Samperi, Dacia Maraini
- Directeur de la photographie : Franco Di Giacomo
- Musique : Ennio Morricone
- Montage : Franco Arcalli
- Pays de production :  Italie
- Langue originale : italien
- Durée : 92 minutes
- Date de sortie :
  - Italie : 2 février 1970

## Distribution
- Marilù Tolo : Verde
- Jean Sorel : Cesare Merlo
- Gigi Ballista : le médecin
- Maurizio Degli Esposti : Enrico Merlo
- Pier Paolo Capponi : le détective